# 2036年2月27日日食
2036年2月27日日食是一次日偏食，發生於协调世界时2036年2月27日（西部南極洲部分區域為2月26日）。新月當天（即朔日），地球上觀測到月球和太阳的角距離極小，此時月球如果恰好在月球交點附近，穿過太阳和地球之間，與地球、太阳接近一直線，則會出現日食。由於月球偏北或偏南，本影及偽本影從地球以北或以南經過而未接觸地表，只有半影覆蓋了地球北端或南端部分區域，形成日偏食。此次日偏食月球偏南，出現在澳大利亚東南部、新西蘭和南極洲部分地區。

此次日偏食過程中月影在地表移動的動畫

## 日食概況

### 出現區域
本次日偏食可在澳大利亚東南部、新西蘭，及南極洲靠近澳大利亚的約四分之三看到。其中澳大利亚和新西蘭均在2月27日看到日食，而南極洲無確定時區，或在2月26日，或在2月27日，部分處於極晝的地區日食從2月26日深夜持續到2月27日凌晨。

### 基本參數
- 類型：日偏食
- 食分最大處（位於南極洲錫普爾島西北約230公里的南冰洋）資料：
  - 時間：2036年2月27日4:45:27.6
  - 地點：71°36′S 131°24′W / 71.6°S 131.4°W[3]
  - 食分：0.6286（日食帶內最大）[4]

## 相關的日食

### 2033-2036年的日食
月球交替位於相對的月球交點時，以半個交點年（食年），即約177天又4小時間隔出現下列日食。
| 日食列表  |           |           |           |           |           |           |           |           |           |           |           |
| 1997-2000 | 2000-2003 | 2004-2007 | 2008-2011 | 2011-2014 | 2015-2018 | 2018-2021 | 2022-2025 | 2026-2029 | 2029-2032 | 2033-2036 | 2036-2039 |

| 降交點                                          | 降交點                   |          | 升交點                   | 升交點 |
| 沙羅周期                                        | 地圖                     | 沙羅周期 | 地圖                     |        |
| 120                                             | 2033年3月30日 全食       | 125      | 2033年9月23日 偏食（南） |        |
| 130                                             | 2034年3月20日 全食       | 136      | 2034年9月12日 環食       |        |
| 140                                             | 2035年3月9日 環食        | 145      | 2035年9月2日 全食        |        |
| 150                                             | 2036年2月27日 偏食（南） | 155      | 2036年8月21日 偏食（北） |        |
| 註：2036年7月23日的日偏食屬於下一組交點年系列。 |                          |          |                          |        |

### 沙羅周期
沙羅周期長度為18年11天。本次日食屬於沙羅序列150，共包含71次日食，依次為1729年8月24日至2108年4月11日的22次日偏食、2126年4月22日至2829年6月22日的40次日環食、2847年7月3日至2991年9月29日的9次日偏食，總共歷時1262.11年。本序列無日全食。
下表列舉了1901年至2100年間發生的屬於該序列的日食，是第11至21次：
| 11             | 12             | 13           |
| -------------- | -------------- | ------------ |
| 1909年12月12日 | 1927年12月24日 | 1946年1月3日 |
| 14             | 15             | 16           |
| 1964年1月14日  | 1982年1月25日  | 2000年2月5日 |
| 17             | 18             | 19           |
| 2018年2月15日  | 2036年2月27日  | 2054年3月9日 |
| 20             | 21             |              |
| 2072年3月19日  | 2090年3月31日  |              |

## 資料來源
1. ↑  樊忠玉. . 中国天文科普网.   [2018-02-08]. （原始内容存档于2014-09-17）.
2. ↑  Fred Espenak. . NASA Eclipse Web Site.   [2018-02-08]. （原始内容存档于2020-10-22）.（英文）
3. ↑  Fred Espenak. . NASA Eclipse Web Site.   [2018-02-08]. （原始内容存档于2020-10-28）.（英文）
4. ↑  Fred Espenak. . NASA Eclipse Web Site.   [2018-02-08]. （原始内容存档于2019-06-05）.（英文）
5. ↑  Fred Espenak. . NASA Eclipse Web Site.（英文）

## 外部連結
- NASA日食專頁（页面存档备份，存于）（英文）
- 可見區域圖和時間統計：由弗雷德·埃斯佩納克做出的日食預報，NASA/GSFC
  - 貝塞爾元素

| \| \| 日食 \|                            |                              |                                           |
| 上一次日食： 2035年9月2日日食 （日全食） | 2036年2月27日日食 （日偏食） | 下一次日食： 2036年7月23日日食 （日偏食） |
| 上一次日偏食： 2033年9月23日日食         | 2036年2月27日日食 （日偏食） | 下一次日偏食： 2036年7月23日日食          |
|                                          | 日食                         |                                           |